# Hieracium sect. Amplexicaulia
La sezione  Hieracium sect. Amplexicaulia   (Griseb) Scheele è una sezione di piante angiosperme dicotiledoni del genere Hieracium della famiglia delle Asteraceae.

## Etimologia
Il nome del genere deriva dalla parola greca hierax o hierakion (= sparviere, falco). Il nome del genere è stato dato inizialmente dal botanico francese Joseph Pitton de Tournefort (1656 - 1708) rifacendosi probabilmente ad alcuni scritti del naturalista romano Gaio Plinio Secondo (23 - 79) nei quali, secondo la tradizione, i rapaci si servivano di questa pianta per irrobustire la loro vista. Il nome della sezione (Amplexicaulia) significa che le foglie abbracciano il caule (sono prive di picciolo).

## Descrizione

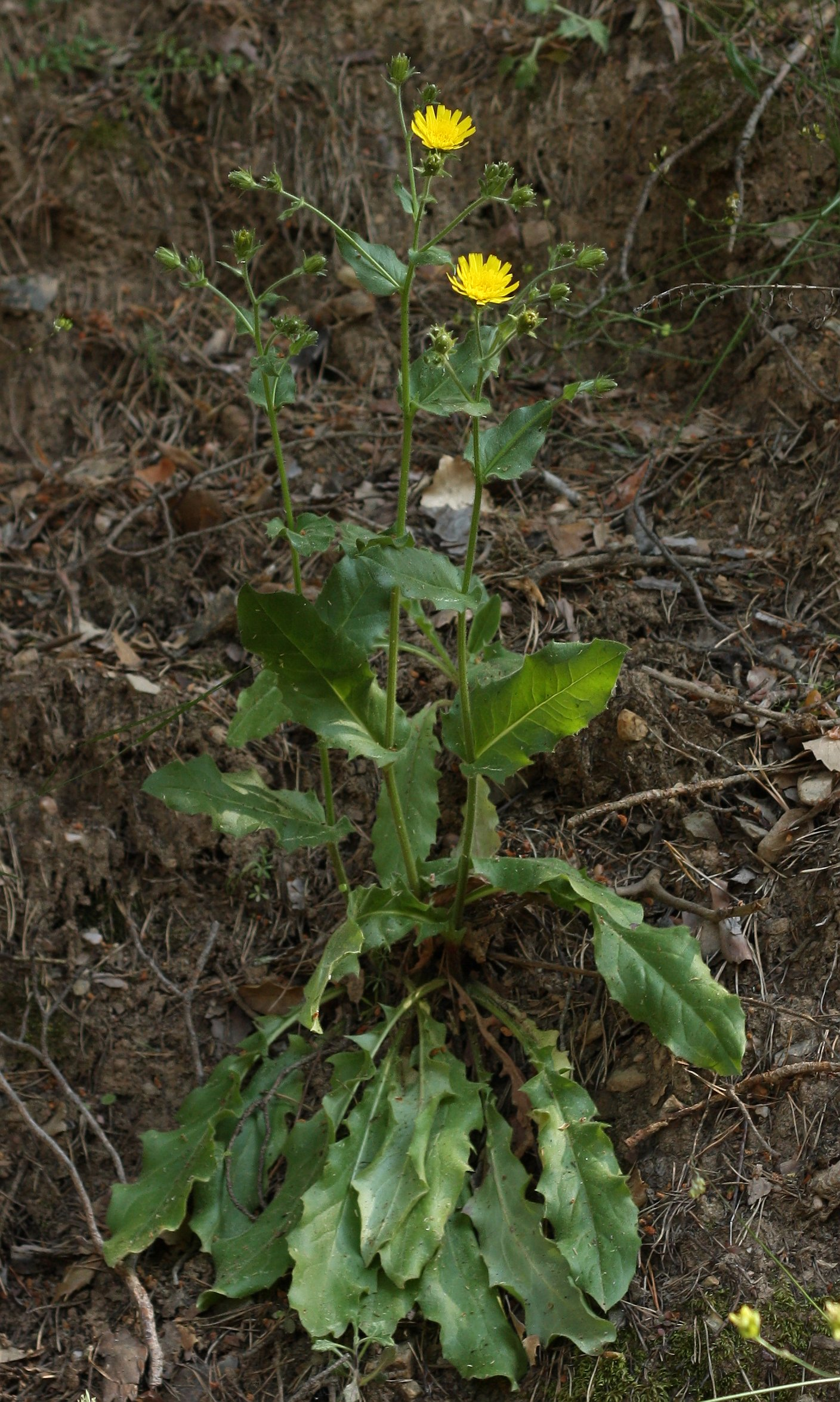
Il portamento
Hieracium amplexicaule

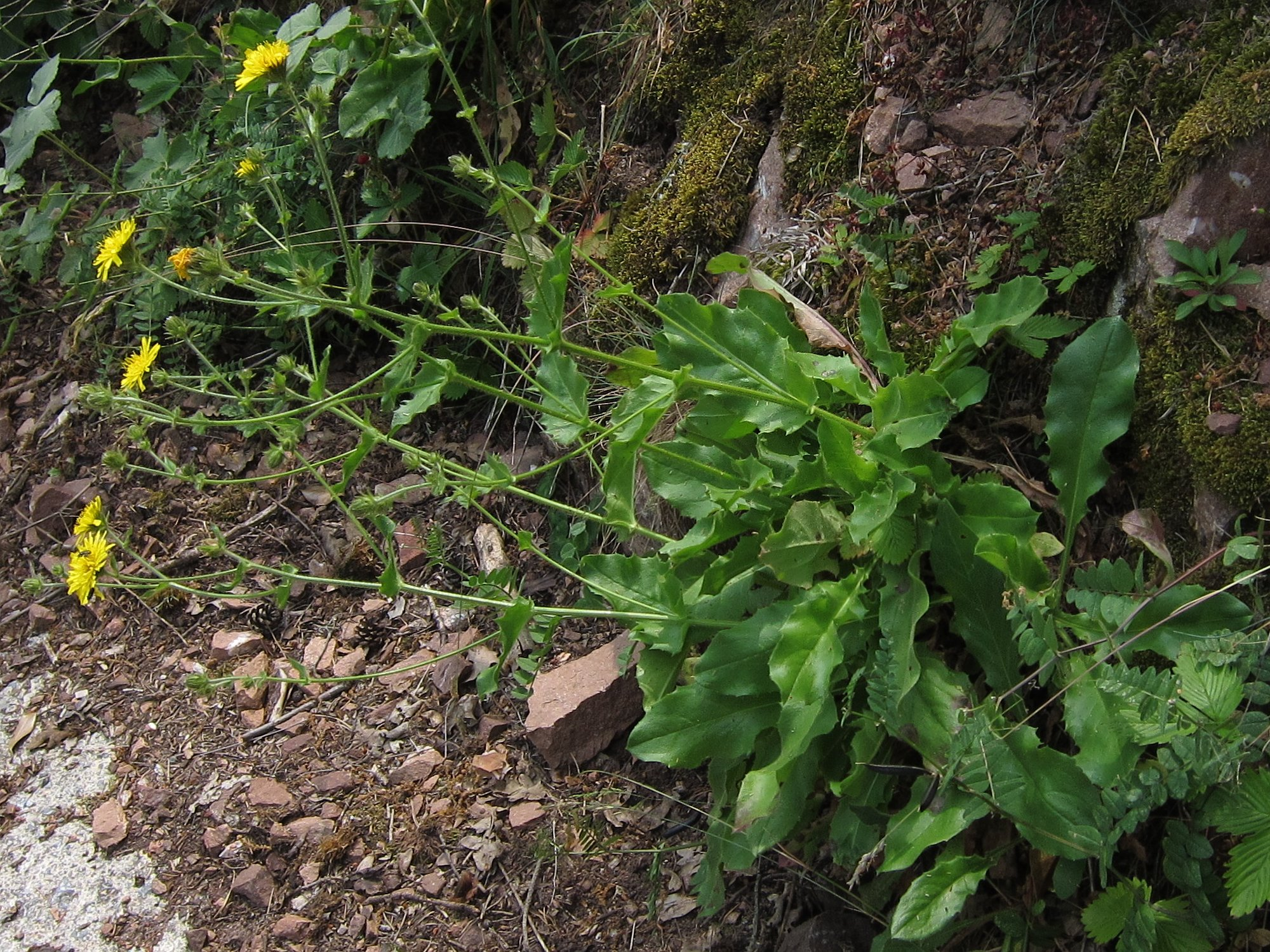
Le foglie
Hieracium amplexicaule

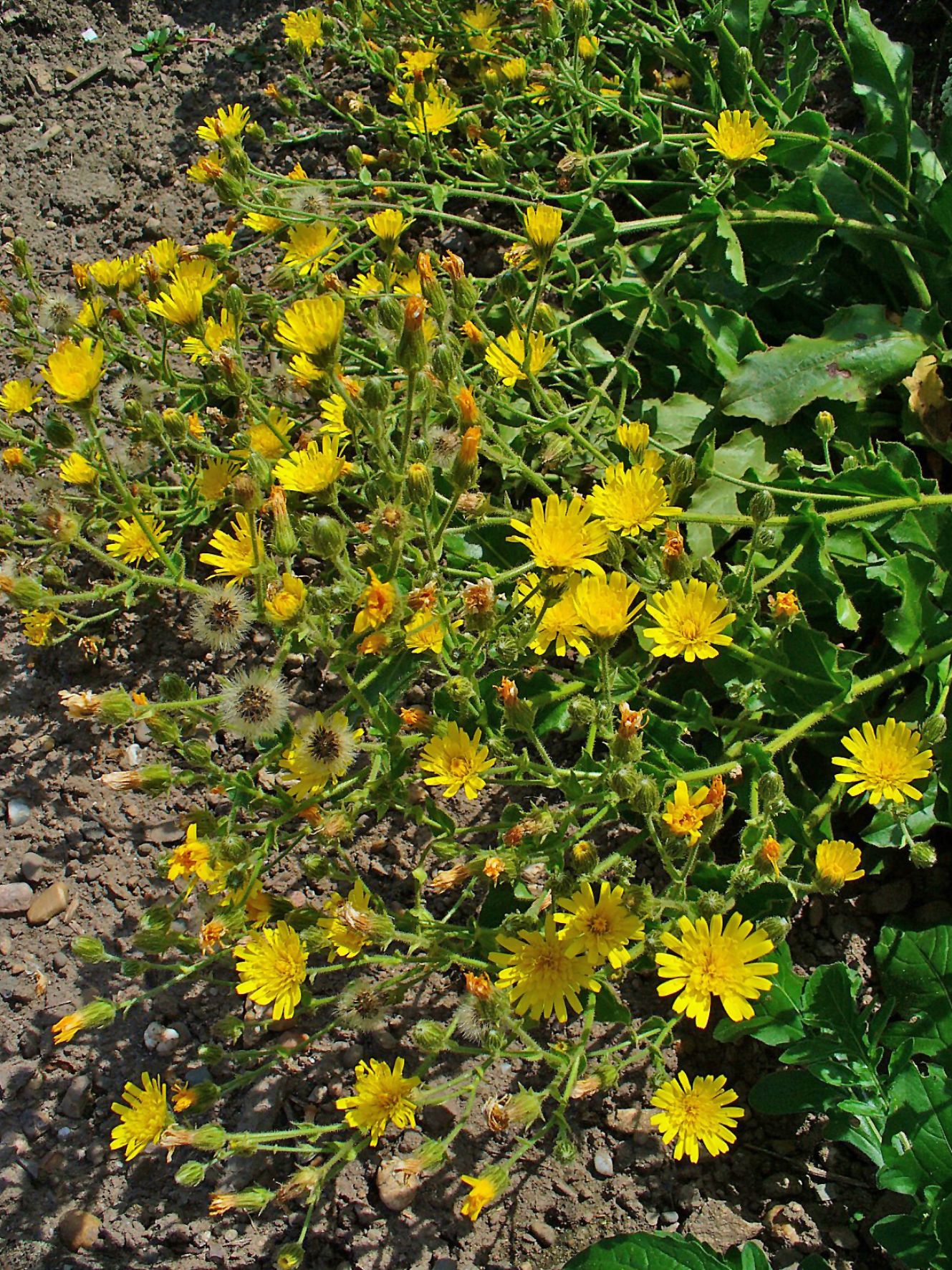
Infiorescenza
Hieracium amplexicaule

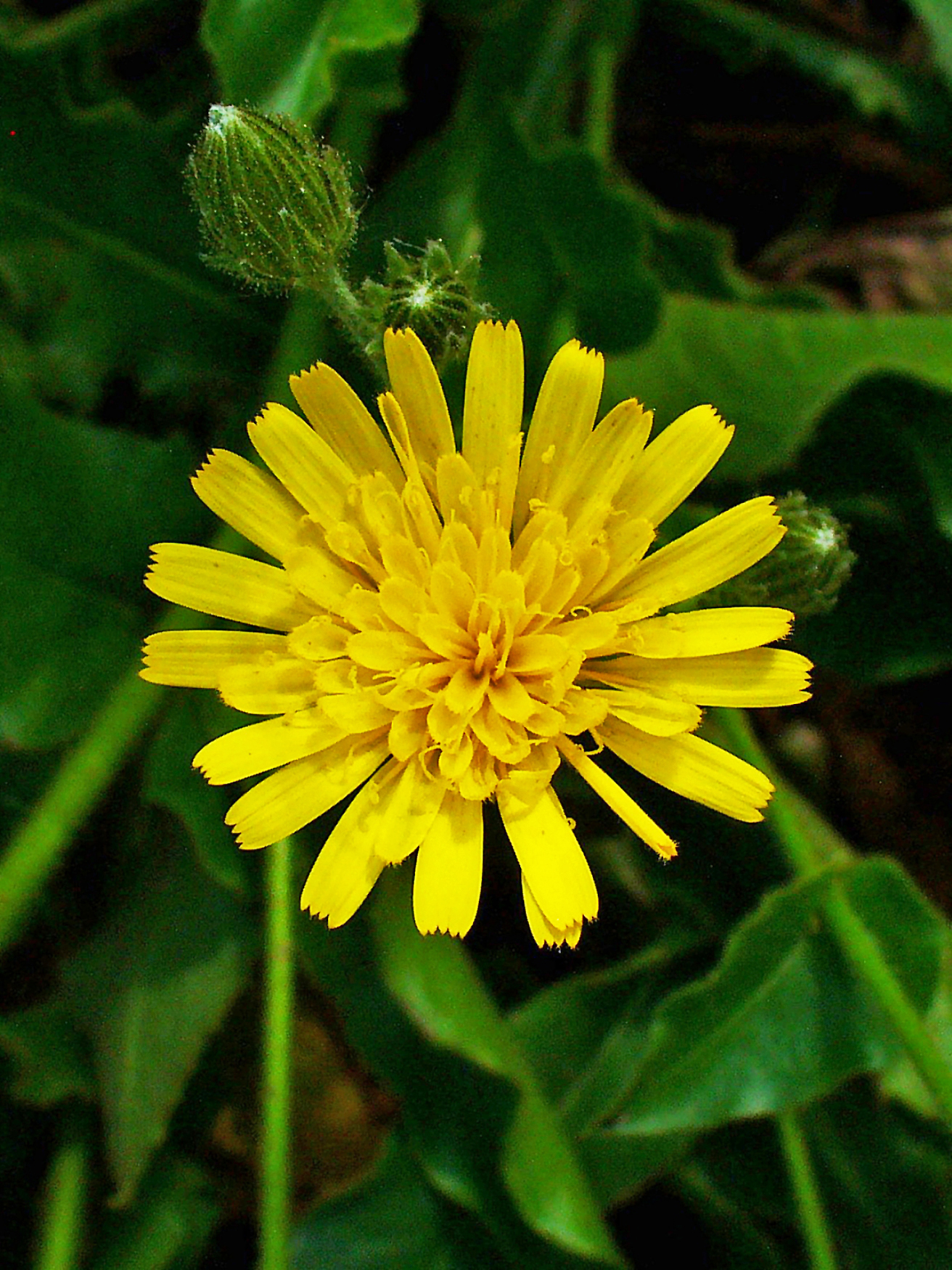
I fiori
Hieracium amplexicaule

Habitus. La forma biologica prevalente è emicriptofita scaposa (H scap), ossia in generale sono piante erbacee (e aromatiche), a ciclo biologico perenne, con gemme svernanti al livello del suolo e protette dalla lettiera o dalla neve, inoltre spesso hanno l'asse fiorale eretto e privo di foglie (piante scapose), oppure le foglie basali sono assenti alla fioritura (piante afillipode). Queste piante sono anche provviste di lattice (i vasi latticiferi sono anastomizzati) e di abbondanti peli ghiandolari, ma sono prive di stoloni.
Radici. Le radici sono secondarie da rizoma.
Fusto. La parte aerea del fusto è eretta o ascendente con ramosità più o meno copiosa. La superficie può essere sia glabra che pelosa. La parte superiore è vischiosa. Le piante di questo genere possono raggiungere un'altezza massima di 10 dm (raramente raggiungono i 15 dm). Per ogni pianta si possono avere diversi fusti (da 4 a numerosi). La parte sotterranea spesso è un fittone.
Foglie. Le foglie si dividono in basali e cauline disposte in modo alternato. La lamina è intera con forme largamente ovate. I bordi sono dentati; sono inoltre provvisti di peli ghiandolari a volte densi ed abbondanti. La superficie è pubescente per peli ghiandolari giallastri. Quelle basali sono provviste di picciolo, mentre quelle cauline (da 2 a 8) sono in genere sessili (amplexicauli) e progressivamente ridotte e con lamine più strette.
Infiorescenza. Le infiorescenze, di tipo corimboso, panicolato o recemiforme, sono composte da uno o più capolini quasi sempre peduncolati. I capolini sono formati da un involucro composto da diverse brattee (o squame) disposte su 2 - 4 serie in modo embricato, all'interno delle quali un ricettacolo fa da base ai fiori tutti ligulati. L'involucro ha delle forme da emisferiche o campanulate a cilindriche. Le brattee si dividono in esterne (non sempre presenti) e interne; quelle esterne (formano quasi un calice) sono da poche a una dozzina con forme da deltate a lanceolate o lineari; quelle interne possono arrivare a due dozzine ed hanno delle forme lineari-lanceolate con margini scariosi e apici acuminati con forme ottuse. Il ricettacolo è nudo, ossia senza pagliette a protezione della base dei fiori; è alveolato con margini cigliato-dentati.
Fiori. I fiori (da 6 a 150) sono tutti del tipo ligulato, tetra-ciclici (ossia sono presenti 4 verticilli: calice – corolla – androceo – gineceo) e pentameri (ogni verticillo ha 5 elementi). I fiori sono inoltre ermafroditi e zigomorfi. In alcuni casi i fiori femminili sono "stilosi".
- Formula fiorale:

*/x K {\displaystyle \infty }, [C (5), A (5)], G 2 (infero), achenio
- Calice: i sepali del calice sono ridotti ad una coroncina di squame.
- Corolla: le corolle sono formate da un tubo e da una ligula terminante con 5 denti; il colore è giallo o arancio (raramente bianco o azzurro). Le ligule sono lunghe oltre l'involucro e spesso sono cigliate.
- Androceo: gli stami sono 5 con filamenti liberi, mentre le antere sono saldate in un manicotto (o tubo) circondante lo stilo.[16] Le antere alla base sono acute. Il polline è tricolporato.[17]
- Gineceo: lo stilo è giallo (o più o meno scuro), è filiforme e peloso sul lato inferiore; gli stigmi dello stilo sono due divergenti. L'ovario è infero uniloculare formato da 2 carpelli. La superficie stigmatica è posizionata internamente (vicino alla base).[18]

Frutti. I frutti sono degli acheni con pappo. Gli acheni sono scuri a forma colonnare-obconica (o più o meno cilindrica) e sono ristretti alla base (e ingrossati all'apice), mentre la superficie (liscia o appena rugosa) è provvista di 8 - 10 coste che nella parte apicale confluiscono in un orlo anulare. Il pappo è formato 20 a 80 setole biancastre (o giallastre) semplici disposte su due serie (quelle interne sono più lunghe e più rigide, quelle esterne sono fragili).

## Biologia
- Impollinazione: l'impollinazione avviene tramite insetti (impollinazione entomogama tramite farfalle diurne e notturne).
- Riproduzione: la fecondazione avviene fondamentalmente tramite l'impollinazione dei fiori (vedi sopra).
- Dispersione: i semi (gli acheni) cadendo a terra sono successivamente dispersi soprattutto da insetti tipo formiche (disseminazione mirmecoria). In questo tipo di piante avviene anche un altro tipo di dispersione: zoocoria. Infatti gli uncini delle brattee dell'involucro si agganciano ai peli degli animali di passaggio disperdendo così anche su lunghe distanze i semi della pianta.

## Distribuzione e habitat
Le specie principali di questa sezione in Italia hanno una distribuzione più o meno completa in habitat rupestri.

## Tassonomia
La famiglia di appartenenza di questa voce (Asteraceae o Compositae, nomen conservandum) probabilmente originaria del Sud America, è la più numerosa del mondo vegetale, comprende oltre 23.000 specie distribuite su 1.535 generi, oppure 22.750 specie e 1.530 generi secondo altre fonti (una delle checklist più aggiornata elenca fino a 1.679 generi). La famiglia attualmente (2021) è divisa in 16 sottofamiglie.

### Filogenesi
Il genere di questa voce appartiene alla sottotribù Hieraciinae della tribù Cichorieae (unica tribù della sottofamiglia Cichorioideae). In base ai dati filogenetici la sottofamiglia Cichorioideae è il terz'ultimo gruppo che si è separato dal nucleo delle Asteraceae (gli ultimi due sono Corymbioideae e Asteroideae). La sottotribù Hieraciinae fa parte del "quinto" clade della tribù; in questo clade è posizionata alla base ed è "sorella" al resto del gruppo comprendente, tra le altre, le sottotribù Microseridinae e Cichoriinae. Il genere  Hieracium (insieme al genere Pilosella) costituisce il nucleo principale della sottotribù Hieraciinae e formano (insieme ad altri generi minori) un "gruppo fratello" posizionato nel "core" delle Hieraciinae.
Il genere Hieracium è un genere estremamente polimorfo con maggioranza di specie apomittiche. Di questo genere sono descritte circa 1000 specie sessuali e oltre 3000 specie apomittiche, delle quali circa 250 e più sono presenti nella flora spontanea italiana.
I caratteri distintivi per il genere Hieracium sono:
- le piante non sono tutte vischiose;
- i fusti e le foglie hanno peli semplici o ghiandolari;
- i capolini sono numerosi;
- il colore dei fiori in genere è giallo carico;
- i rami dello stilo sono lunghi;
- le coste dell'achenio confluiscono in un anello;
- il pappo è formato da due serie di setole.

Le specie di questo genere, provviste di molte sottospecie, formano degli aggregati o sezioni con diverse specie incluse, altre sono considerati "intermediare" (o impropriamente ibridi in quanto queste specie essendo apomittiche non si incrociano e quindi non danno prole feconda) con altre specie. A causa di ciò si pongono dei problemi di sistematica quasi insolubili e per avere uno sguardo d'insieme su questa grande variabilità può essere necessario assumere un diverso concetto di specie. Qui in particolare viene seguita la suddivisione in sezioni del materiale botanico così come sono elencate nell'ultima versione della "Flora d'Italia".
La sezione di questa voce, Amplexicaulia (sezione I), è collegata alla sezione II Glutinosa per il particolare tipo di pubescenza (abbondati peli ghiandolari). La sect. Glutinosa si distingue per le foglie cauline distintamente picciolate, per i denti delle ligule glabri e per i margini degli alveoli del ricettacolo denticolati o dentati (non cigliati).
I caratteri distintivi per le specie di questa sezione sono:
- tutte le parti della pianta sono provviste di peli ghiandolari;
- la parte alta del fusto può essere vischiosa;
- i peli ghiandolari dei margini delle foglie sono da densi fino a ad abbondantissimi;
- le foglie cauline sono quasi sempre amplexicauli;
- i denti delle ligule sono cigliati;
- i margini degli alveoli del ricettacolo sono cigliato dentati.

Il numero cromosomico delle specie della sezione è: 2n = 18 (specie diploidi, triploidi, tetraploidi e pentaploidi).

### Specie della flora italiana
Nella flora spontanea italiana, per la sezione di questa voce, sono presenti le seguenti specie principali e secondarie:
Specie principale. Hieracium amplexicaule L., 1753 - Sparviere a foglie abbraccianti: l'altezza massima della pianta è di 20 – 50 cm; il ciclo biologico è perenne; la forma biologica è emicriptofita scaposa (H scap); il tipo corologico è Orofita / Ovest Mediterraneo; l'habitat tipico sono le rupi e i pendii sassosi (su silice); in Italia è una specie rara e si trova su tutto il territorio fino ad una quota compresa tra 220 e 2.100 m s.l.m.. Specie secondarie per H. amplexicaule non sono presenti; alcuni Autori descrivono fino a 20 sottospecie di H. amplexicaule, metà delle quali sono presenti in Italia.
Caratteri principali: le foglie basali sono presenti alla fioritura (fillipode); sono presenti da 3 a 6 foglie cauline; le sinflorescenze si compongono di 2 - 4 rami da eretti a arcuato-ascendenti e in totale hanno da 5 a 25 capolini; la zona sottostante il capolino fino alla prima ramificazione (acladio) è 3 - 5 cm.
Specie principale. Hieracium ramosissimus Schleich. ex Hegetschw., 1831 - Sparviere ramosissimo: l'altezza massima della pianta è di 40 – 80 cm; il ciclo biologico è perenne; la forma biologica è emicriptofita scaposa (H scap); il tipo corologico è Orofita / Nord Ovest Mediterraneo; l'habitat tipico sono le rupi e i pendii sassosi (su silice); in Italia è una specie rara e si trova su tutto il territorio (esclusi gli Appennini meridionali) fino ad una quota compresa tra 600 e 2.000 m s.l.m.. Per questa specie le sottospecie accettate sono 5.
Caratteri principali: questa specie ha dei caratteri intermedi tra H. prenanthoides e H. amplexicaule; le foglie basali non sono presenti alla fioritura (afillipode); le foglie cauline presenti variano da 8 a 12; le sinflorescenze si compongono di 8 - 10 rami da eretti a arcuato-ascendenti e in totale hanno da 15 a 35 capolini; la zona sottostante il capolino fino alla prima ramificazione (acladio) è 1,5 - 3 cm.
Specie secondarie collegate a Hieracium ramosissimus:
| Specie                                                 | Caratteri morfologici                               | Habitat                          | Distribuzione italiana              | Sottospecie |
| ------------------------------------------------------ | --------------------------------------------------- | -------------------------------- | ----------------------------------- | ----------- |
| Hieracium urticaceum Arv.-Touv. & Ravaud, 1876[26]     | Tra H. amplexicaule e H. prenanthoides              | Rupi e pendii sassosi            | Alpi Occidentali - Molto rara       | 4           |
| Hieracium viscosum Arv.-Touv., 1876[27]                | Più simile a H. amplexicaule che a H. prenanthoides | Rupi, pendii sasso e cespuglieti | Alpi Occidentali - Rara             | 5           |
| Hieracium rupicola Jord., 1848[28]                     | Più simile a H. amplexicaule che a H. lawsonii      | Rupi e pendii sassosi            | Alpi Marittime - Molto rara         | 6           |
| Hieracium pseudocerinthe (Gaudin) W.D.J.Koch, 1843[29] | Tra H. amplexicaule e H. lawsonii                   | Rupi e pendii sassosi            | Alpi Occidentali - Rara             | 6           |
| Hieracium pedemontanum Burnat & Gremli, 1883[30]       | Più simile a H. amplexicaule che a H. tomentosum    | Pendii sassosi                   | Alpi Occidentali - Rara             |             |
| Hieracium rottii Gottschl., 2007[31]                   | Tra H. amplexicaule e H. porrifolium                | Rupi                             | Varallo Sesia - Molto rara          |             |
| Hieracium bernardi Rouy, 1905[32]                      | Tra H. amplexicaule e H. racemosum                  | Rupi, pendii sassosi             | Alpi Apuane e Sardegna - Molto rara | 3           |
| Hieracium pontiarnense Gottschl., 2015[33]             | Tra H. amplexicaule e H. grovesianum                | Rupi calcaree                    | Alpi Apuane - Molto rara            |             |
| Hieracium bugellense Gottschl., 2016[34]               | Tra H. amplexicaule e H. tenuiflorum                | Rupi granitiche                  | Valle Sessera - Molto rara          |             |
| Hieracium dunkelii Gottschl., 2001[35]                 | Tra H. amplexicaule e H. vetteri                    | Pendii sassosi e lariceti        | Val Senales - Molto rara            |             |

#### Specie italiane alpine
Alcune specie di questa sezione vivono sull'arco alpino. La tabella seguente mette in evidenza alcuni dati relativi all'habitat, al substrato e alla distribuzione di alcune di queste specie alpine.
| Specie | Comunità vegetali | Piani vegetazionali | Substrato | pH     | Livello trofico | H2O   | Ambiente | Zona alpina         |
| --- | ----------------- | ------------------- | --------- | ------ | --------------- | ----- | -------- | ------------------- |
| H. amplexicaule | 3                 | montano subalpino   | Ca - Si   | neutro | basso           | secco | C2       | tutto l'arco alpino |
| Legenda e note alla tabella. Substrato: con “Ca/Si” si intendono rocce di carattere intermedio (calcari silicei e simili). Zona alpina: vengono prese in considerazione solo le zone alpine del territorio italiano (sono indicate le sigle delle province). Comunità vegetali: 3 = comunità delle fessure, delle rupi e dei ghiaioni; Ambienti: C2 = rupi, muri e ripari sotto roccia, |                   |                     |           |        |                 |       |          |                     |